# Rhyacophila verecunda
Rhyacophila verecunda là một loài Trichoptera trong họ Rhyacophilidae. Chúng phân bố ở miền Cổ bắc.